# Ioannis Melissanidis
Ioannis Melissanidis (grekiska: Ιωάννης Μελισσανίδης), född den 27 mars 1977 i Tyskland, är en grekisk gymnast.
Han tog OS-guld i fristående i samband med de olympiska gymnastiktävlingarna 1996 i Atlanta.